# Luarsab II de Kartli
Luarsab II de Kartli (1595 - 4 de juliol de 1622) fou rei de Kartli del 1605 al 1615. És considerat sant màrtir per l'Església Ortodoxa de Geòrgia.
Era el fill gran de Jordi X de Kartli. Shah Abbas el va confirmar i el va coronar en persona el 1606 a Tblisi.
El 1609 es va presentar un exèrcit turc a Trialèthia que va intentar passar a Xida Kartli, on estava el rei Luarsab (al castell de Tskhirèthia), però enganyats pel monjo Thevdoré, el rei i el seu cap militar Jordi Saakadze els van agafar per sorpresa i els van derrotar a Kvichkhéthia-Tachiskari. Jordi va rebre altes distincions com Muravi (prefecte) de Tblisi i Dvaléthia, i va ser anomenat "el gran muravi". Però denunciat per enemics polítics va haver de fugir a Pèrsia.
En 1613 va imposar Luarsab a Kartli i Teimuraz a Kakhètia com a governants titelles de l'Imperi Safàvida però el 1614 van fugir a Imerècia cercant protecció otomana. El 1614 Abbas I va enviar un fort exèrcit a Kakhètia sota comandament d'Isa Khan que va ocupar el país i després va passar a Imerècia, ocupant Grem fent milers de presoners i repoblant el país amb turcmans i tàtars. Luarsab va ser fet presoner a traïció uns mesos després i el príncep musulmà Bagrat va pujar al tron, amb Jordi Saakadze com a conseller. Luarsab va ser enviat presoner a Astarabad. Va refusar convertir-se a l'islam i va ser traslladat a la fortalesa de Siraz. Es va casar amb Makrina, filla de Kiok Saakadze, governador de Tblisi i després amb la filla del mtavari de Mingrèlia.
Fou assassinat a Shiraz el 21 de juny (segons el calendari julià; correspon al 4 de juliol del calendari gregorià) de 1622.